# Mount Levack
Mount Levack är ett berg i Antarktis. Det ligger i Västantarktis. Chile gör anspråk på området. Toppen på Mount Levack är 2 670 meter över havet.
Terrängen runt Mount Levack är bergig söderut, men norrut är den kuperad. Trakten är obefolkad. Det finns inga samhällen i närheten.